# Elżbieta Słodkowska

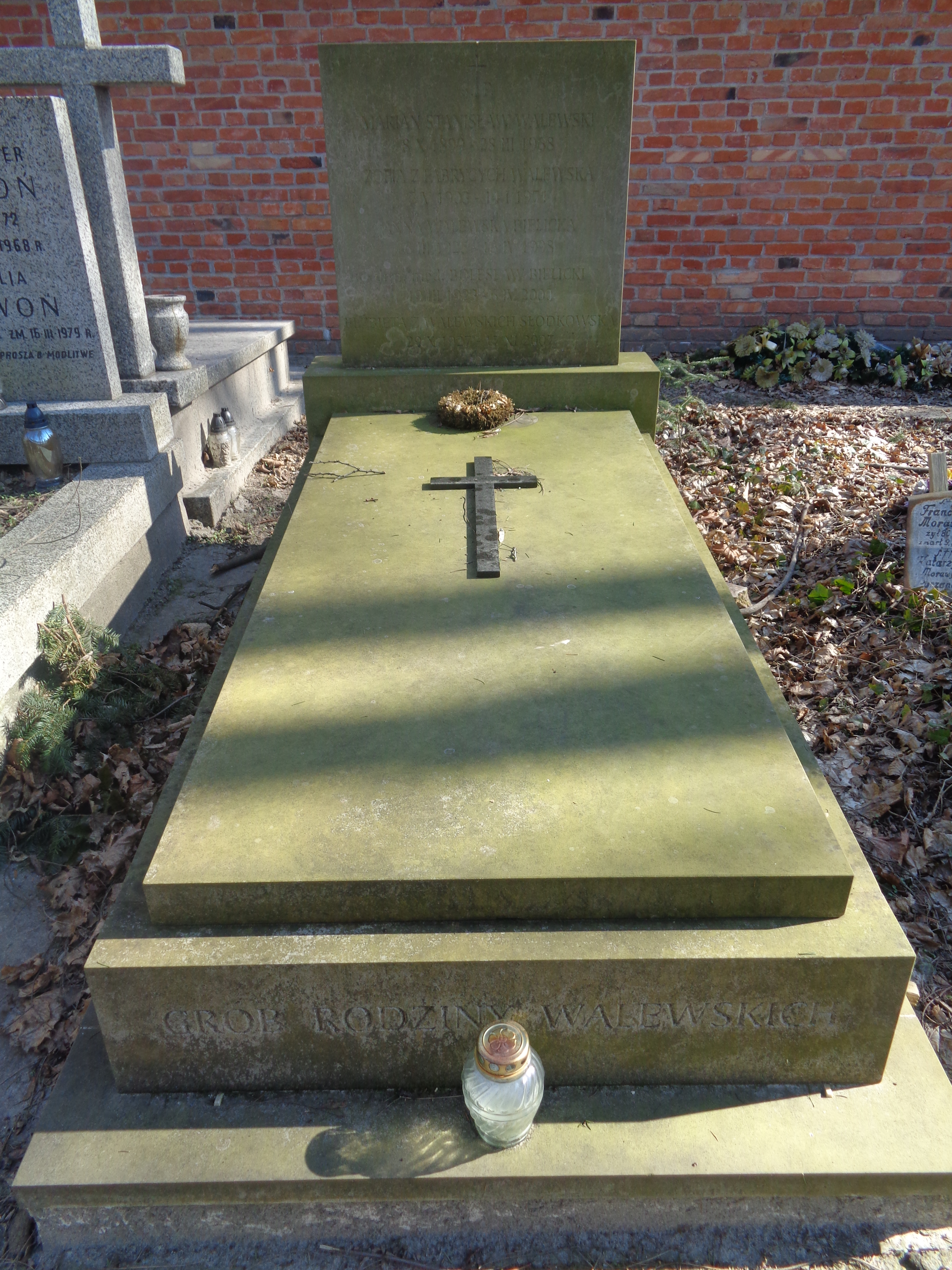
Nagrobek Elżbiety Słodkowskiej na Cmentarzu Powązkowskim

Elżbieta Słodkowska z d. Walewska (ur. 27 października 1927 w Kowali-Stępocinie, zm. 17 listopada 2007) – polska bibliotekarka, doktor nauk humanistycznych, autorka książek i publikacji naukowych, członkini NSZZ „Solidarność”. 

## Życiorys
Elżbieta Słodkowska, z d. Walewska, urodziła się 27 października 1927 w Kowali-Stępocinie jako trzecie z czworga dzieci Marii z Kuźnickich i Aleksandra Walewskich. Jako dziecko przeżyła II wojnę światową. W czasie okupacji niemieckiej Elżbieta Słodkowska uczyła się w domu i przerobiła program gimnazjum. Po wojnie, w 1947, ukończyła Liceum Humanistyczne w Radomiu. W tym samym roku rozpoczęła studia polonistyczne na Wydziale Humanistycznym (później Filologicznym) Uniwersytetu Warszawskiego. Absolwentka filologii polskiej na Uniwersytecie Warszawskim. Do 1948 harcerka, działaczka Bratniej Pomocy Studentów UW. W latach 1951–1999 pracowała w Bibliotece Narodowej w Warszawie. 
Po studiach rozpoczęła pracę w Bibliotece Narodowej. W czasie swej prawie pięćdziesięcioletniej pracy w tej instytucji pracowała w wielu działach m.in. w Zakładzie Bibliografii Retrospektywnej, w Zakładzie Teorii i Organizacji Bibliografii Instytutu Bibliograficznego, w Sekretariacie Naukowym BN, a od 1983 w Instytucie Książki i Czytelnictwa BN. W 1974 odbyła dwumiesięczne badania w bibliotekach Rzymu i Florencji, jako stypendystka rządu włoskiego. 
Pochowana 27 listopada 2007 na cmentarzu Stare Powązki (kwatera 270-2-23). Była żoną prof. Władysława Słodkowskiego.

## Praca naukowa
W trakcie pracy w Bibliotece Narodowej prowadziła samodzielne badania, których uwieńczeniem były wydane dwie książki. Pierwsza z nich – Biblioteki w Królestwie Polskim 1815–1830 (Warszawa 1998), to publikacja zawierająca pionierską syntezę wiedzy o bibliotekach różnego typu funkcjonujących w Królestwie Polskim aż do powstania listopadowego i represji popowstaniowych, które dotkliwie ugodziły, a nawet zniszczyły niektóre polskie książnice. W drugiej książce, Produkcja i rozprowadzanie wydawnictw w Królestwie Polskim w latach 1815–1830 (Warszawa 2003), autorka ujęła wszechstronnie problematykę obiegu książki w Królestwie Polskim. Przedstawiła typologię wydawców oraz ich ówczesny dorobek.

## Wybrana bibliografia
- Problematyka badań nad historią książki polskiej XIX w. (Wrocław, 1978).
- Idea biblioteki narodowej w okresie zaborów (1795–1917) (Biblioteka Narodowa, 1984).
- Biblioteka Narodowa w latach 1957–1961 (Biblioteka Narodowa, 1984).
- Czasopisma pierwszej połowy XIX wieku jako źródło do badań księgoznawczych (Wrocław, 1985)[5].
- Biblioteki w Królestwie Polskim 1815–1830 (Biblioteka Narodowa, 1996, ISBN 83-7009-171-7).
- Produkcja i rozpowszechnianie wydawnictw w Królestwie Polskim : 1815–1830 (Biblioteka Narodowa, Warszawa, 2002, ISBN 83-7009-317-5)[6].
- Bibliografia prac E. Słodkowskiej w IKiCz: Bibliografia publikacji pracowników Instytutu Książki i Czytelnictwa BN, opr. E. Chwalińska, M. Dobrowolska, Warszawa 1997, s. 143–145.